# Eleutherococcus pseudosetulosus
Eleutherococcus pseudosetulosus är en araliaväxtart som beskrevs av C.H.Kim och B.Y.Sun. Eleutherococcus pseudosetulosus ingår i släktet Eleutherococcus och familjen Araliaceae. Inga underarter finns listade.